# Jerécuaro (kommun)
Jerécuaro är en kommun i Mexiko.   Den ligger i delstaten Guanajuato, i den centrala delen av landet, 170 km nordväst om huvudstaden Mexico City.
Följande samhällen finns i Jerécuaro:
- Jerécuaro
- Salto de Peña
- Las Pilas de Puruagua
- La Estancia
- La Mina
- La Enredadora
- Vallecillo
- El Rodeo
- Zomayo
- San Antonio Corrales
- San Antonio de la Presa
- Loma Blanca
- San José de Peña
- Lagunilla de Puruagua
- La Yerbabuena
- San Miguel del Salto
- Puerta del Sauz de Puruagua
- La Luz de Juárez
- El Huizache
- El Novillo
- Tierras Coloradas
- El Cucurucho
- Corrales de la Ordeña
- La Finca
- La Cueva
- Santa Teresa del Fresno
- El Rosario
- El Saucito
- La Cantera
- San Juan de Peña
- Las Pilas del Sauz de Peña
- Petemoro
- Palos Colorados
- La Virgen
- Santa María
- San Felipe de Jesús
- La Poza
- La Cajeta
- Cerro Prieto Centro
- El Saltillo
- Ojo de Agua de la Ordeña
- Cerrito de la Cruz
- La Soledad
- El Gatal
- Casas Blancas
- El Juguete
- Los Cerritos de San Juan
- La Loma